# Scopula quinquestriata
Scopula quinquestriata är en fjärilsart som beskrevs av W. Warren 1896. Scopula quinquestriata ingår i släktet Scopula och familjen mätare. Inga underarter finns listade.